# Anselm van der Linde
Anselm van der Linde (Roodepoort, 24 settembre 1970) è un abate sudafricano naturalizzato austriaco, dal 1º agosto 2018 abate ordinario emerito di Wettingen-Mehrerau.

## Biografia

### Formazione e ministero sacerdotale
Ha studiato scienze politiche all'Università di Pretoria e ha lavorato come membro del personale presso il Ministero degli affari esteri della Repubblica del Sudafrica.
Dopo essersi convertito dal calvinismo al cattolicesimo, nell'agosto del 1994 è entrato nell'abbazia di Mehrerau. Dopo un anno di studi di filosofia nel monastero svizzero di Einsiedeln ha iniziato a studiare teologia alla Pontificia università "San Tommaso d'Aquino" a Roma. Il 19 agosto 1995 ha emesso la prima professione e nel 1998 quella solenne.
Il 15 agosto 1999 è stato ordinato presbitero dal vescovo di Feldkirch Klaus Küng. Dal 2000 al 2002 è stato educatore nel convitto del Collegium Bernardi dell'abbazia territoriale di Wettingen-Mehrerau. Dal 2002 al 2005 ha seguito i corsi di specializzazione in diritto canonico presso la Pontificia università "San Tommaso d'Aquino" ottenendo la licenza in tale materia. Dal 2005 ha ricoperto l'ufficio di avvocato ecclesiastico presso il Tribunale diocesano di Feldkirch. Dal 2006 è stato segretario della Congregazione di Mehrerauer e dal 2007 anche insegnante di religione presso il Collegium Bernardi dell'abbazia territoriale di Wettingen-Mehrerau.

### Ministero abbaziale
Il 18 febbraio 2009 papa Benedetto XVI ha confermato la sua elezione ad abate di Wettingen e priore di Mehrerau. Era anche il capo della Congregazione di Mehrerauer, un'associazione volontaria a livello mondiale di 21 monasteri cistercensi, maschili e femminili, in Austria, Germania, Svizzera, Italia, Stati Uniti d'America, Repubblica Ceca e Slovenia. Ha ricevuto la benedizione abbaziale il 21 marzo successivo nella chiesa abbaziale di Wettingen-Mehrerau. Come abate di un'abbazia territoriale era anche membro della Conferenza episcopale austriaca.
Dal 2009 è priore della commenda di Bregenz dell'Ordine equestre del Santo Sepolcro di Gerusalemme.
Il principale compito che padre van der Linde ha dovuto affrontare come abate è stato l'affrontare le roventi polemiche per i casi di violenze sessuali di chierici su giovani studenti del collegio intorno agli anni '60. L'abbazia è stata bersagliata da richieste di ingenti risarcimenti alle vittime. L'abate si è impegnato nel chiedere perdono alle vittime e alle loro famiglie, ma anche nel cercare di porre una limitazione delle richieste di risarcimento danni. Impegno, questo, concluso con una sconfitta davanti alla Corte Suprema e poi con un accordo extragiudiziale con due vittime del vecchio collegio. La sua nomina serviva quindi ad estirpare la piaga degli abusi, a risollevare l'immagine dell'istituto, ma anche a creare una base economicamente sostenibile per la comunità monastica. Tra le sue attività vi sono state l'avvio di un'attività di falegnameria, la chiusura del sanatorio, il riallineamento della scuola con l'apertura alle ragazze, la creazione di una scuola elementare e la collaborazione con l'accademia del calcio.
Il 12 luglio 2018 un comunicato dell'abbazia ha dichiarato che padre van der Linde aveva presentato le dimissioni a motivo dello "stremo" generato dalla guida dell'abbazia in anni difficili e ritenendo che fosse giunto il momento di consegnare in nuove mani la guida del monastero e la direzione della Congregazione di Mehrerau. Il 1º agosto successivo papa Francesco ha accettato la sua rinuncia al governo pastorale dell'abbazia territoriale.
Oltre al tedesco parla francese, inglese, italiano, afrikaans e olandese.